# Den arabiske befrielseshær
Den arabiske befrielseshær (Jaysh al-Inqadh al-Arabi) var en hær af frivillige fra arabiske lande ledet af Fawzi al-Qawugji. Den kæmpede på den arabiske side under Den arabisk-israelske krig 1948 og blev organiseret af Den Arabiske Liga som en modvægt til Den hellige krigs armé, der var oprettet af Den højere arabiske komité.
Målet var at oprette en hær med 10.000 frivillige, men tallet steg ikke højere end til 6.000. Muligvis var tallet for antal stridende så lavt som 3.500, ifølge den irakiske general Safwat. Hæren inkluderede syrere, libanesere, irakere, jordanere, egyptere og palæstinensiske militante, som blev trænet i Syrien. 